# Campionato europeo di baseball 1991
Il campionato europeo di baseball 1991 è stato la ventiduesima edizione del campionato continentale. Si svolse in Italia, dal 7 luglio all’11 agosto, e fu vinto dall’Italia, alla sua settima affermazione in ambito europeo.

## Squadre partecipanti
- Belgio
- Francia
- Italia
- Paesi Bassi

- Regno Unito
- Spagna
- Svezia
- Unione Sovietica

## Risultati

### Gruppo A
|    | Team             | V - P | Pf - Ps | %     |
| -- | ---------------- | ----- | ------- | ----- |
| 1. | Italia           | 3 - 0 | 51 - 7  | 1.000 |
| 2. | Francia          | 2 - 1 | 22 – 34 | 0.667 |
| 3. | Svezia           | 1 - 2 | 22 - 40 | 0.333 |
| 4. | Unione Sovietica | 0 - 3 | 14 – 28 | 0.000 |

| 1991 | Francia | 1 – 15 | Italia |  |

| 1991 | Svezia | 7 – 4 | Unione Sovietica |  |

| 1991 | Francia | 10 – 9 | Svezia |  |

| 1991 | Italia | 10 – 0 | Unione Sovietica |  |

| 1991 | Francia | 11 – 10 | Unione Sovietica |  |

| 1991 | Italia | 26 – 6 | Svezia |  |

### Gruppo B
|    | Team        | V - P | Pf - Ps | %     |
| -- | ----------- | ----- | ------- | ----- |
| 1. | Paesi Bassi | 3 - 0 | 24 - 0  | 1.000 |
| 2. | Spagna      | 2 - 1 | 17 – 15 | 0.667 |
| 3. | Belgio      | 1 - 2 | 9 – 13  | 0.333 |
| 4. | Regno Unito | 0 - 3 | 2 - 24  | 0.000 |

| 1991 | Belgio | 0 – 4 | Paesi Bassi |  |

| 1991 | Spagna | 0 – 10 | Paesi Bassi |  |

| 1991 | Regno Unito | 0 – 10 | Paesi Bassi |  |

| 1991 | Belgio | 4 – 2 | Regno Unito |  |

| 1991 | Belgio | 5 – 7 | Spagna |  |

| 1991 | Spagna | 10 – 0 | Regno Unito |  |

### Girone 1º/4º posto
|    | Team        | V - P | Pf - Ps | %     |
| -- | ----------- | ----- | ------- | ----- |
| 1. | Italia      | 3 - 0 | 34 – 5  | 1.000 |
| 2. | Paesi Bassi | 2 - 1 | 23 – 12 | 0.667 |
| 3. | Spagna      | 1 - 2 | 9 – 18  | 0.333 |
| 4. | Francia     | 0 - 3 | 2 – 33  | 0.000 |

| 1991 | Francia | 0 – 10 | Paesi Bassi |  |

| 1991 | Spagna | 1 – 7 | Italia |  |

| 1991 | Spagna | 8 – 1 | Francia |  |

| 1991 | Italia | 12 – 3 | Paesi Bassi |  |

### Girone 5º/8º posto
|    | Team             | V - P | Pf - Ps | %     |
| -- | ---------------- | ----- | ------- | ----- |
| 1. | Belgio           | 5 - 1 | 55 – 40 | 0.833 |
| 2. | Unione Sovietica | 4 - 2 | 48 – 30 | 0.667 |
| 3. | Svezia           | 3 - 3 | 55 – 40 | 0.500 |
| 3. | Regno Unito      | 0 - 6 | 22 – 70 | 0.167 |

| 1991 | Regno Unito | 0 – 10 | Svezia |  |

| 1991 | Regno Unito | 4 – 14 | Unione Sovietica |  |

| 1991 | Svezia | 4 – 6 | Unione Sovietica |  |

| 1991 | Belgio | 4 – 3 | Unione Sovietica |  |

| 1991 | Belgio | 5 – 14 | Unione Sovietica |  |

| 1991 | Regno Unito | 6 – 7 | Unione Sovietica |  |

| 1991 | Belgio | 7 – 5 | Svezia |  |

| 1991 | Regno Unito | 8 – 15 | Svezia |  |

| 1991 | Belgio | 15 – 14 | Svezia |  |

| 1991 | Belgio | 20 – 2 | Regno Unito |  |

### Finale 3º/4º posto
| 1991 | Francia | 7 – 8 | Spagna |  |

| 1991 | Spagna | 11 – 1 | Francia |  |

| 1991 | Francia | 21 – 13 | Spagna |  |

### Finale 1º/2º posto
| 1991 | Paesi Bassi | 1 – 12 | Italia |  |

| 1991 | Paesi Bassi | 1 – 3 | Italia |  |

| 1991 | Italia | 9 – 2 | Paesi Bassi |  |

## Classifica finale
| Campione d'Europa | Campione d'Europa | Campione d'Europa |
| ----------------- | ----------------- | ----------------- |
| Italia            |                   |                   |
| Argento           | Paesi Bassi       |                   |
| Bronzo            | Spagna            |                   |
| 4.                | Francia           |                   |
| 5.                | Belgio            |                   |
| 6.                | Unione Sovietica  |                   |
| 7.                | Svezia            |                   |
| 8.                | Regno Unito       |                   |